# Prince Albert (piercing)

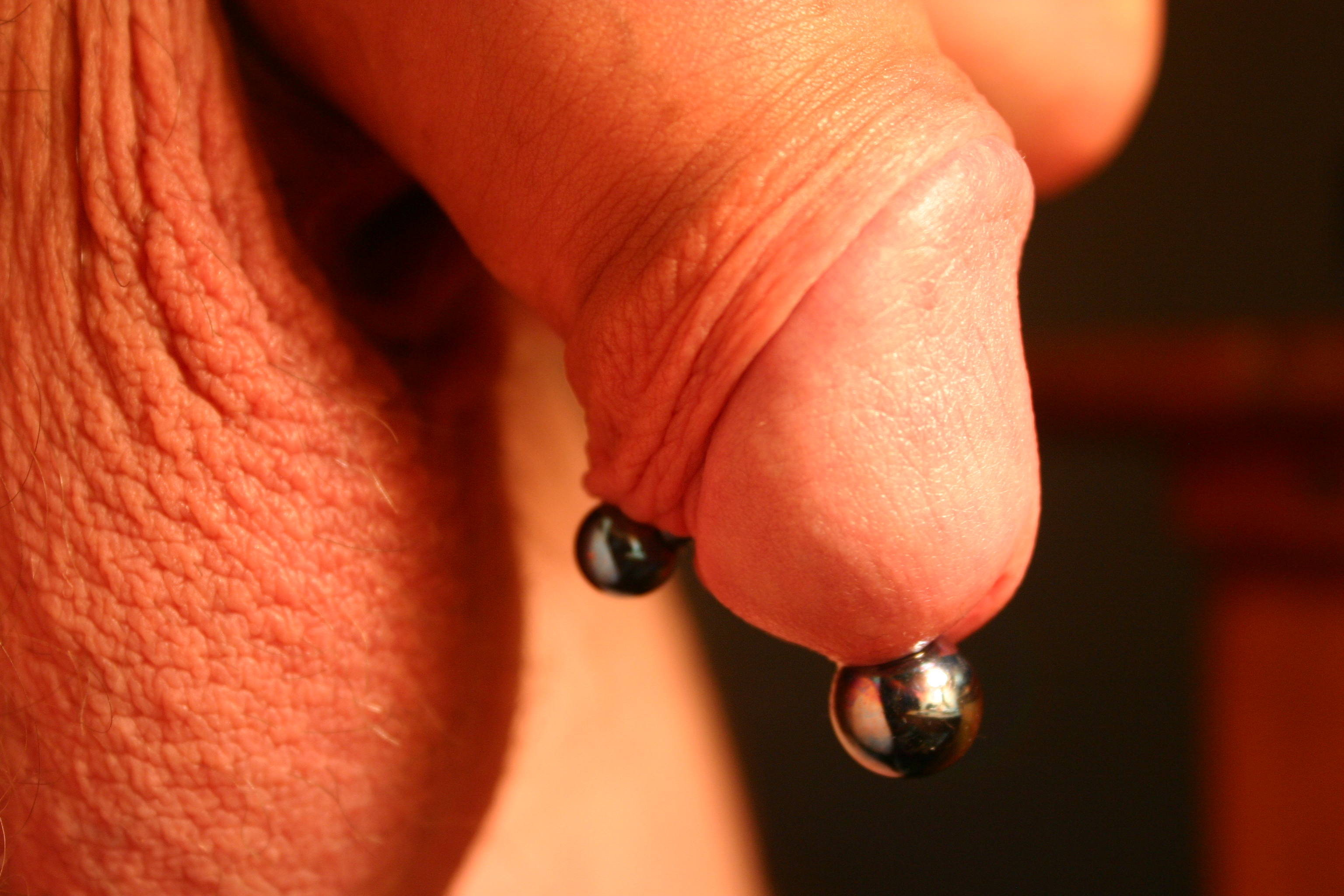
Un piercing Prince Albert effettuato con una barretta ricurva (curved barbell).

Il Prince Albert è uno dei più comuni tipi di piercing genitale maschile. In particolare, il Prince Albert è un piercing ricurvo, spesso costituito da un anello, che trapassa la parte inferiore del glande del pene, per uscire poi dall'uretra. Il suo contrapposto, il Prince Albert inverso, esce anch'esso dall'uretra ma trapassa la parte superiore del glande.

## Storia e cultura
L'origine di questo genere di piercing è a tutt'oggi sconosciuta. Diverse teorie ipotizzano che esso possa aver avuto lo scopo di assicurare il pene in qualche maniera, magari agganciandolo a una qualche veste o ad un laccio posto in vita (un po' come si faceva nell'antica Grecia con il kynodesme), oppure scopi legati al sesso o alla cultura come nel caso dell'ampallang e dell'apadravya.
In epoca moderna, il Prince Albert è stato reso popolare da Jim Ward, uno dei pionieri della comunità delle modificazioni corporali statunitense, nei primi anni settanta del ventesimo secolo. In quegli anni, a West Hollywood, Ward incontrò Richard Simonton (conosciuto poi con il nome d'arte di Doug Malloy) e Fakir Musafar ed assieme a questi sviluppò la moderna forma del Prince Albert. Al fine di farlo conoscere più possibile, Malloy scrisse e pubblicò un pamphlet in cui raccontava storie e aneddoti (che poi si scoprirà essere inventati) piuttosto particolari sull'origine storica dei diversi piercing. Tra questi racconti, ve n'era in cui si narrava che il principe consorte Alberto di Sassonia-Coburgo-Gotha, marito della regina Vittoria del Regno Unito, avesse inventato il piercing che porta il suo nome per due ragioni, innanzitutto per tenere scoperto il glande ed evitare che odori sgradevoli arrivassero al naso di sua maestà, e in secondo luogo per agganciare il suo grosso membro alle cerniere laterali degli stretti pantaloni dell'epoca limitandone così il profilo che traspariva dagli indumenti e che sarebbe stato del tutto indecente. Questo racconto è a tutt'oggi una leggenda metropolitana poiché non è mai stata riscontrata nessuna prova storica delle affermazioni di Malloy.

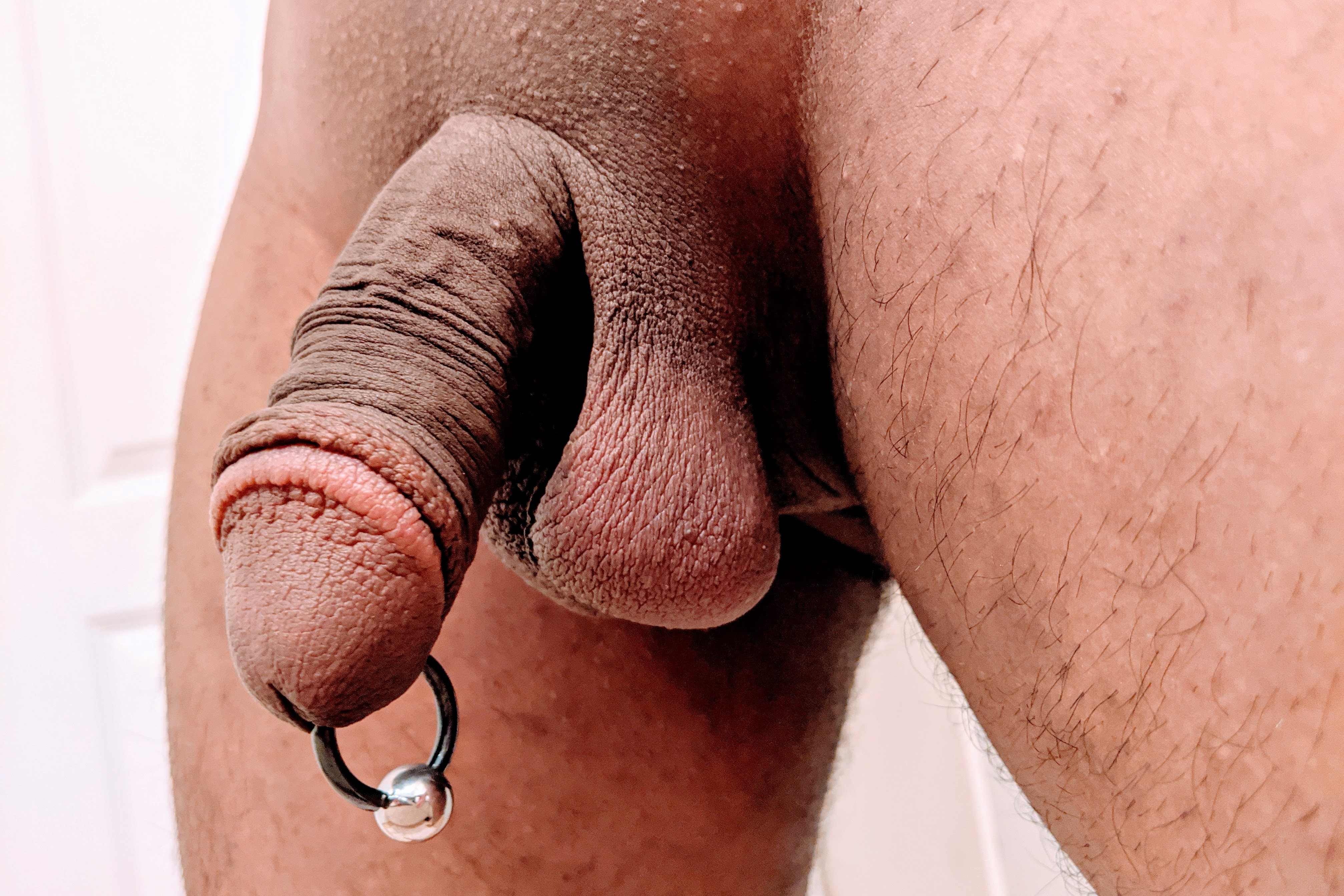
Un piercing Prince Albert effettuato con un anello di perle (captive bead ring)

Come molti altri tipi di piercing genitale, compreso il Prince Albert inverso, anche il Prince Albert si diffuse prima tra la comunità gay attorno alla fine degli anni settanta, per poi divenire, negli ultimi anni del ventesimo secolo, parte della cultura di massa.

## Applicazione e guarigione

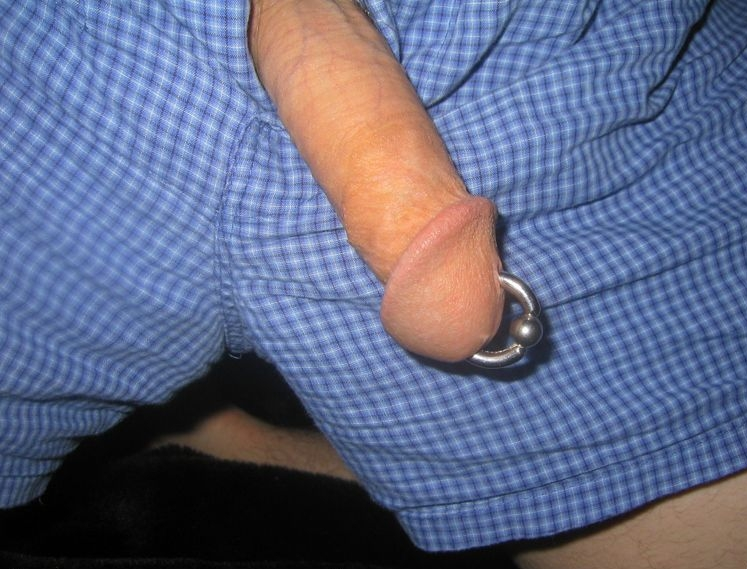
Un Prince Albert inverso.

Il Prince Albert è un tipo di piercing cosiddetto "estremo" e la sua applicazione può essere estremamente dolorosa. Data la zona in cui viene inserito, il sanguinamento è comune anche se non abbondante come nei casi dell'ampallang e dell'apadravya e, a discrezione del cliente, la perforazione può essere praticata con o senza l'utilizzo di un anestetico locale.
Se l'indossatore è circonciso, il piercing può essere fatto uscire in corrispondenza dell'asse centrale del pene, altrimenti esso va applicato a sinistra o a destra del frenulo del pene, così da permettere al prepuzio di riposizionarsi correttamente quando il pene torna flaccido.
L'applicazione viene solitamente effettuata con il pene in stato di erezione e il piercing applicato è a forma di barretta ricurva (curved barbell). Onde evitare problemi durante l'erezione, la lunghezza del piercing da applicare deve essere valutata dal cliente sul pene eretto, quando il glande raggiunge la massima dimensione, mentre per quanto riguarda il diametro, quello della barretta iniziale è di circa 2,0-2,5 mm (12-10 gauge).
La completa guarigione del pene avviene generalmente in un lasso di tempo che va dalle quattro settimane ai sei mesi. Durante il processo di guarigione è buona norma lavare quotidianamente l'area con una soluzione salina sterile ed è inoltre consigliata, per chi indossa questo tipo di piercing, l'astensione dai rapporti sessuali per un periodo di tempo di almeno due settimane, dopo il quale è comunque consigliabile continuare ad utilizzare il preservativo per alcuni mesi fino alla conclusione del suddetto processo. 
Nel caso si tratti di un "Prince Albert inverso", poiché la parte trapassata è più spessa della membrana che separa l'uretra dalla parte inferiore del glande, sia il sanguinamento che il tempo di guarigione possono aumentare.
Dopo la guarigione il foro può essere allargato inserendo barrette dal diametro via via maggiore, arrivando fino a misure superiori ai 9 mm. Oltre alle classiche barrette ed anelli, esiste un particolare tipo di piercing realizzato appositamente per chi ha un Prince Albert, ossia il prince's wand (letteralmente la "bacchetta magica del principe"), dalla forma simile a quella di un manganello da poliziotto.

## Pericoli per la salute ed effetti collaterali
I principali rischi per la salute si hanno durante l'applicazione del piercing e durante il processo di guarigione. La mancata adozione di un'adeguata igiene durante il processo di applicazione può infatti portare al rischio di contrarre malattie trasmissibili per via ematica, mentre tale mancanza durante il processo di guarigione può portare all'insorgere di infezioni.
Alcuni medici ritengono che i piercing genitali maschili che interessano il glande aumentino il rischio di trasmissione di malattie veneree rendendo meno efficace la protezione offerta dal preservativo. In due diverse indagini, dal 5% al 18% degli uomini con un piercing genitale avevano in effetti riscontrato dei non meglio specificati "problemi ad usare i preservativi", sebbene non fosse chiaro quanti di essi li usassero regolarmente. In definitiva non vi è stata ancora nessuna conclusione certa circa l'aumento del rischio di contrarre malattie veneree se si indossa, o se il partner indossa, un piercing genitale di questo o di qualche altro tipo.
Alcuni indossatori di Prince Albert hanno dovuto iniziare a urinare da seduti a causa della deviazione del flusso di urina dovuta alla presenza del piercing.
Piercing molto larghi o pesanti possono causare l'assottigliamento del tessuto presente tra l'uretra e la fistola guarita che può portare a perdite accidentali di urina o a complicazioni durante il rapporto sessuale. La stessa cosa è riscontrabile anche con piercing troppo sottili, soprattutto se caricati con un peso, responsabili del cosiddetto "effetto taglia-formaggio" durante torsioni improvvise o dopo un lungo tempo di permanenza.

## Funzioni
Al di là di funzioni prettamente estetiche, si ritiene anche che indossare un Prince Albert aumenti la stimolazione sessuale sia in chi lo indossa che nel partner che viene penetrato. Ciò sarebbe dovuto alla pressione esercitata dal piercing sul glande durante il rapporto sessuale, il che, in alcune posizioni, potrebbe condurre ad un'eiaculazione più veloce. 
Esiste comunque anche chi ha riscontrato fastidio nell'avere un rapporto sessuale con un portatore di Prince Albert. In particolare gli anelli sembrerebbero causare un certo fastidio durante i rapporti vaginali quando il pene entra in contatto con la cervice uterina.